# Aleksey Valentinovich Ulyukayev
Aleksei Valentinovich Ulyukaev (tiếng Nga: Алексе́й Валенти́нович Улюкаев) (sinh 23 tháng 3, 1956, Moskva) là một chính trị gia, nhà khoa học và nhà kinh tế người Nga. Từ ngày 24 tháng 6 năm 2013, ông giữ chức vụ Bộ trưởng bộ Phát triển Kinh tế Liên bang Nga trong nội các của Thủ tướng Dmitry Medvedev. Từ 2004 đến 2013, ông giữ quyền Chủ tịch của Ngân hàng Trung ương Nga. Ông có bằng Tiến sĩ ngành Khoa học Kinh tế.